# Björkhult
Björkhult ist ein  Ort in der schwedischen Gemeinde Vimmerby in der Provinz Kalmar län und der historischen Provinz Småland. Der Ort setzt sich aus einem Ortskern von etwa zehn Häusern zusammen, im umliegenden Land gibt es  noch  weitere Häuser, die zu Björkhult gehören.